# Лунђис (Удине)
Лунђис је насеље у Италији у округу Удине, региону Фурланија-Јулијска крајина.
Према процени из 2011. у насељу је живело 130 становника. Насеље се налази на надморској висини од 550 м.